# Nerodima e Epërme
Nerodima e Epërme (albanisch auch Nerodimë e Epërme, serbisch Горње Неродимље Gornje Nerodimlje, zu Deutsch Obere Nerodima) ist ein Dorf im Südosten des Kosovo, das zur Gemeinde Ferizaj gehört. Im Mittelalter war Nerodimlje bevorzugte Residenz der Serbischen Könige und Kaiser. Für diese entstanden die Palastkomplexe Nerodimlje, Pauni, Porodimlje, Štimlje und Svrčin. 1 km hiervon entfernt bildete die Burg von Petrić einen Rückzugsort der Regenten im Kriegsfall. Der Palast in Nerodimlje diente den serbischen Regenten bis 1371 als wichtigster Herrschaftsraum des Reiches. Während der albanischen Pogrome gegen die serbischen Kulturgüter wurden in Nerodimlje 2004 alle mittelalterlichen Klöster im Dorf zerstört.

## Geographie
Nerodima e Epërme ist etwa sieben Kilometer südwestlich vom Stadtzentrum von Ferizaj entfernt. Nerodima e Epërme liegt neben Nerodima e Poshtme und nördlich von Pleshina. Daneben sind noch die Dörfer Drmjak, Muhaxher, Balaj und Manastirca. Unweit des Dorfes befinden sich die Flüsse Rekathat und Nerodimka. 30 Kilometer südlich entfernt liegt Štrpce. Nach Brezovica sind es 40 Kilometer.

## Geschichte

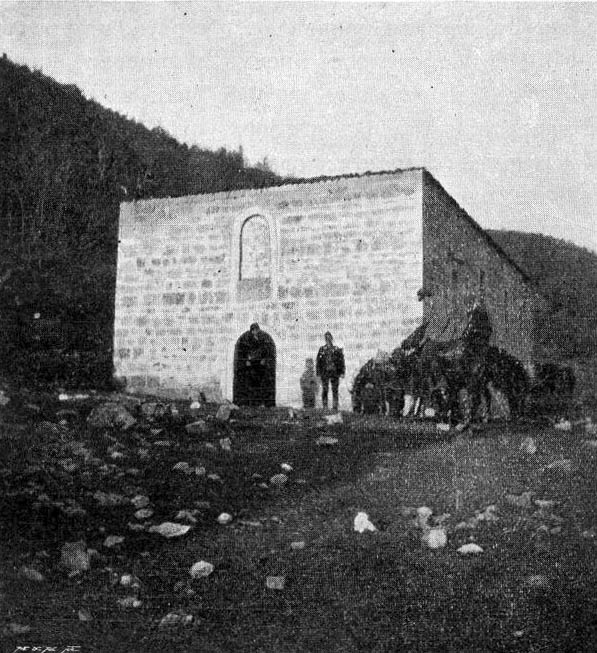
Das Kloster des Hl. Uroš wurde von Kaiserin Helena errichtet. Es stand auf einer Anhöhe über Nerodimlje. Wie drei weitere Kirchen wurde sie während der albanischen Pogrome gegen serbische Kulturgüter 2004 zerstört.

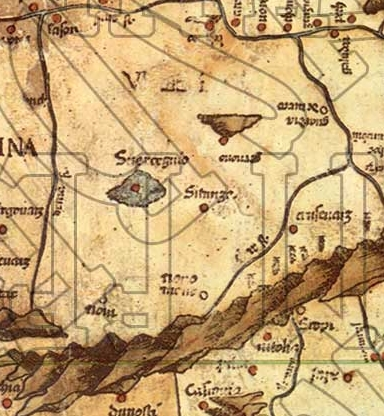
Am heute nicht mehr existente See von Svrčin bei Nerodimlje lagen im Mittelalter die Paläste der Nemanjiden

Der Residenzkomplex in Gornje Nerodimlje wurde unter König Stefan Uroš III. Milutin eingerichtet. Neben den fünf Palästen diente die Burg Petrič in Zeiten militärischer Auseinandersetzung als Rückzugsort des Herrschers. Die Paläste wurden nach früheren Beispielen in Stari Ras aus Holz errichtet. Die neuerrichteten Paläste in und bei Gornje Nerodimlje wurde jedoch signifikant monumentaler erbaut. Neben einer festen Konstruktion waren sie mit Schnitzereien bedeckt. Die Einrichtung bestand aus kostbaren Materialien. Theodor Metochites beschrieb den Palast 1299 als mit golddurchwirkter Seide strahlend.
In Nerodimlje fanden während der Herrschaft der Nemanjiden wichtige historische Ereignisse statt. Stefan Milutin, der seit 1282 den Palast in Deževo von Stari Ras nach Gornji Nerodimlje verlegte, wählte als neuen Platz seiner Herrschaftsausübung Nerodimlje als auf halber Strecke zwischen den beiden größten Städten des Reiches, Prizren und Skoplje, aus. Im Mittelalter lag Nerodimlje unweit des heute verlandeten See von Svrčin. Die Residenzkomplexe wurden auch aufgrund der reichen Fischvorkommen im See hier erbaut.
In Nerodimlje fand das Treffen des serbischen Königs Stephan Uroš IV. Dušan mit dem byzantinischen Kaiser Johannes VI. Kantakuzenes statt. Auch ein Palast des Erzbischofs der Serbisch-Orthodoxen Kirche stand in der Zeit in unmittelbarer Nähe der Herrschaftsresidenz.
Etwa 2 km nördlich des Palastes von Nerodimlje lagen die Paläste Porodimlje und Štimlje. Sie waren die bevorzugten Residenzen Stefan Uroš III. Dečanski.
Ein weiterer Palast, Svrčin, lag auf einer Insel im See. Hier residierte die Synode als Stefan Dušan anstatt seines Vaters 1331 zum König von Serbien berufen wurde. Sowohl Stefan Milutin als auch Stefan Uroš V. starben in Nerodimlje. Letzterer verbrachte sogar einen Großteil seines Lebens in Nerodimlje.
Während der albanischen Pogrome wurden in Nerodimlje die mittelalterlichen serbischen Kirchen Klöster des Heiligen Erzengels, der Muttergottes sowie des Heiligen Stafans und des Heiligen Uroš zerstört.

## Bevölkerung

### Ethnien
| Jahr | Einwohner |
| ---- | --------- |
| 1948 | 845       |
| 1953 | 935       |
| 1961 | 1 219     |
| 1971 | 1 267     |
| 1981 | 1 614     |
| 1991 | 1 886     |
| 2011 | 1 648     |

Die Volkszählung in der Republik Kosovo aus dem Jahr 2011 ergab, dass in dem Dorf Nerodima e Epërme 1648 Menschen wohnten. Davon bezeichneten sich 1638 als Albaner, vier als Serben, einer als Bosniake, sieben als Roma und einer hat sich zur keiner Ethnie geäußert.

### Religion
2011 bekannten sich von den 1648 Einwohnern 1645 zum Islam, einer zum Christentum und zwei Personen gaben keine Antwort bezüglich ihres Glaubens.

## Infrastruktur
Durch das Dorf verläuft die Straße 206 in Richtung Ferizaj zur M-25.3 und Suhareka.